# Cylindromyia dotatas
Cylindromyia dotatas là một loài ruồi trong họ Tachinidae.